# Sancang (köpinghuvudort i Kina, Jiangsu Sheng, lat 32,77, long 120,67)
Sancang är en köpinghuvudort i Kina. Den ligger i provinsen Jiangsu, i den östra delen av landet, omkring 190 kilometer nordost om provinshuvudstaden Nanjing. Antalet invånare är 64 895. Befolkningen består av 33 297 kvinnor och 31 598 män. Barn under 15 år utgör 8,0 %, vuxna 15-64 år 74 %, och äldre över 65 år 17,0 %.
Runt Sancang är det tätbefolkat, med 550 invånare per kvadratkilometer. Närmaste större samhälle är Touzao, 17,5 km nordväst om Sancang. Trakten runt Sancang består till största delen av jordbruksmark.
Genomsnittlig årsnederbörd är 1 189 millimeter. Den regnigaste månaden är juli, med i genomsnitt 248 mm nederbörd, och den torraste är januari, med 30 mm nederbörd.